# رمله (حماة)
رمله (به عربی: الرملة) یک منطقهٔ مسکونی در سوریه است که از ناحیه قلعه المضیق در منطقه سقیلبیه در استان حما است. به گفته دفتر مرکزی آمار، جمعیت این کشور در سال ۲۰۰۴ برابر با ۲۳۵۹ نفر بود.